# خلنگزار
خلنگزار یا خارزار (به انگلیسی: Heath، Heathland) پوشش گیاهی اراضی پست با خاک فقیر و اسیدی ماسه‌ای یا شنی که گیاه غالب آن خلنگ است.